# Nadškofija Saint-Boniface
Nadškofija Saint-Boniface je rimskokatoliška škofija s sedežem v Saint-Bonifaceju (Kanada).

## Geografija
Nadškofija zajame področje 38.000 km² s  prebivalci, od katerih je  rimokatoličanov ( % vsega prebivalstva).
Nadškofija se nadalje deli na  župnij.

## Nadškofje
- Alexander-Antonine Taché (22. september 1871-22. junij 1894)
- Louis Philip Adélard Langevin (8. januar 1895-15. junij 1915)
- Arthur Béliveau (9. november 1915-14. september 1955)
- Maurice Baudoux (14. september 1955-7. september 1974)
- Antoine Hacault (7. september 1974-13. april 2000)
- Émilius Goulet (23. junij 2001-danes)